# Зибенбојмен
Зибенбојмен (њем. Siebenbäumen) општина је у њемачкој савезној држави Шлезвиг-Холштајн. Једно је од 131 општинског средишта округа Херцогтум Лауенбург. Према процјени из 2010. у општини је живјело 654 становника. Посједује регионалну шифру (AGS) 1053118.

## Географски и демографски подаци
Зибенбојмен се налази у савезној држави Шлезвиг-Холштајн у округу Херцогтум Лауенбург. Општина се налази на надморској висини од 50 метара. Површина општине износи 8,8 km². У самом мјесту је, према процјени из 2010. године, живјело 654 становника. Просјечна густина становништва износи 74 становника/km².